# جان پتروچی
جان پیتر پتروچی (انگلیسی: John Peter Petrucci؛ زادهٔ ۱۲ ژوئیه ۱۹۶۷) گیتاریست آمریکایی است که به‌عنوان یکی از اعضای بنیان‌گذار گروه پراگرسیو متال دریم تیتر شناخته شده است. او همچنین یکی از تهیه‌کنندگان اصلی آثار این گروه است.
وی به همراه استیو وای و جو سَتریانی از اعضای پروژه جی-۳ بوده است. وی دانش‌آموخته کالج موسیقی برکلی است.

## زندگی شخصی
پتروچی به همراه همسرش رنا سندز که گیتاریست گروه هوی متال تمام‌زنانه Meanstreak است، در سنت جیمز، نیویورک زندگی می‌کند و سه فرزند دارند. سندز خالهٔ جیک بوون، گیتاریست گروه پراگرسیو متال پریفری است.
پتروچی از طرفداران پروپاقرص بدن‌سازی است و بیشتر اوقات خود را به تمرینات قدرتی اختصاص می‌دهد. او یکی از اعضای رای‌دهنده آکادمی ملی علوم و هنرهای ضبط است.
جردن رودس هم‌گروهی او در دریم تیتر در مصاحبه‌ای گفت که پتروچی کاتولیک است. پتروچی همچنین در مورد ایمان خود صحبت کرده است.